# Mīāntang-e Soflá
Mīāntang-e Soflá (persiska: ميانتَنگِ سُفلَى, میان تنگ سفلی) är en ort i Iran.   Den ligger i provinsen Lorestan, i den nordvästra delen av landet, 400 km väster om huvudstaden Teheran. Mīāntang-e Soflá ligger 1 860 meter över havet och antalet invånare är 102.
Terrängen runt Mīāntang-e Soflá är kuperad.Runt Mīāntang-e Soflá är det ganska tätbefolkat, med 56 invånare per kvadratkilometer. Närmaste större samhälle är Harsīn, 20,0 km väster om Mīāntang-e Soflá. Trakten runt Mīāntang-e Soflá består i huvudsak av gräsmarker.